# Tarek (scénariste)
Pour les articles homonymes, voir Tarek.
Tarek, de son nom complet Tarek Ben Yakhlef, né en 1971 à Paris, est un peintre et un scénariste de bande dessinée français.

## Biographie

### Entrée dans la bande dessinée
Son album Monsieur Lune est primé au festival de la bande dessinée de Chambéry.
En 2007, Tarek écrit un roman graphique intitulé Baudelaire ou le roman rêvé d’E. A. Poe avec Aurélien Morinière pour les éditions Mosquito, qui évoque Baudelaire et Poe. Il obtient pour cet ouvrage le Prix de la BD au salon du livre de Limoges.

### Collection Trilogie

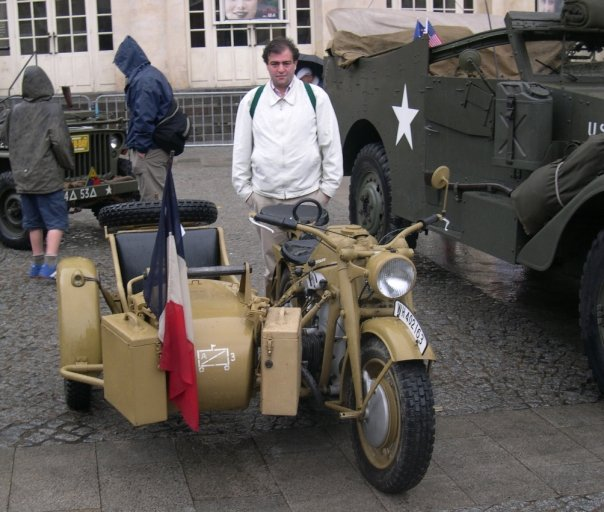
Tarek prépare le second tome de Sir Arthur Benton en se documentant sur les véhicules de la Seconde Guerre mondiale lors d'une célébration officielle.

Le premier cycle (1930-1945) de Sir Arthur Benton, sorti en février 2005, est un récit d’espionnage dessiné par Stéphane Perger qui rencontre un accueil favorable récompensé par plusieurs prix dont le prix Saint-Michel du meilleur scénario et reconnu pour son travail de recherche sur la Seconde Guerre mondiale par diverses institutions (Office national des anciens combattants et mémorial de Caen). Ce scénario a nécessité de nombreuses recherches en bibliothèque tout comme l'utilisation de nombreux documentaires.

### Autres éditeurs

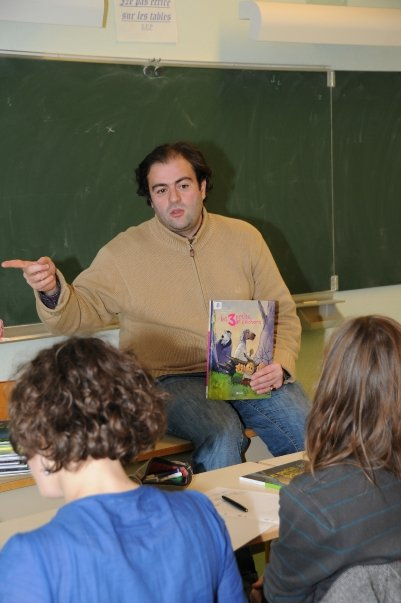
Tarek dans une école pour présenter son travail et, en particulier, la BD Les 3 petits cochons

Depuis 2008[réf. souhaitée], Tarek collabore en tant que scénariste avec Vincent Pompetti sur le second cycle de Sir Arthur Benton consacré à la guerre froide. Il se consacre de plus en plus à la photographie depuis 2009 et prépare une réédition de son premier ouvrage consacré aux graffitis à Paris.
Après cinq ans de collaboration avec EP éditions, il change de maison d'édition et travaille avec de nouveaux éditeurs comme Tartamudo, les éditions du Moule à gaufres et Quadrants[réf. souhaitée].

### BD & art urbain

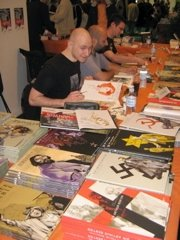
Salon du livre de Caen en 2007 (au premier plan Stéphane Perger)

Depuis juin 2010, il est rédacteur en chef du magazine Paris Tonkar qui est consacré aux arts urbains et au mouvement graffiti de 1984 à 1995 à Paris avec des dossiers sur la Province et le street art. Il travaille également avec de nouveaux éditeurs sur des sujets historiques : la Seconde Guerre mondiale avec le dessinateur Christian Maucler, la première guerre mondiale avec Batist, la Guerre des Gaules avec Vincent Pompetti. Ayant repris la photographie et la peinture, il participe à des expositions collectives dans des galeries d'art contemporain en France (Spacejunk), en Europe (Starkart à Zürich) et au Canada (LaGallery).
Il a écrit le scénario d'une série consacrée à un super héros Blateman et Bobine avec Vhenin au dessin. L'album Turcos chez Tartamudo a été nommé pour le prix Tournesol en 2012 au FIBD où Tarek a présenté son documentaire, Turcos le making-off.

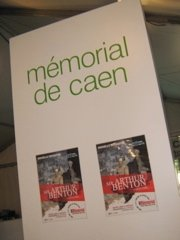
Exposition au mémorial de Caen de Sir Arthur Benton en 2008

### La peinture
La galerie Atelier 17 à Moulins ainsi que l'Aménagerie, une autre galerie participative dans l'Allier, ont accueilli son travail lors de plusieurs expositions entre 2013 et 2016.

### Nouvelles collaborations en Europe

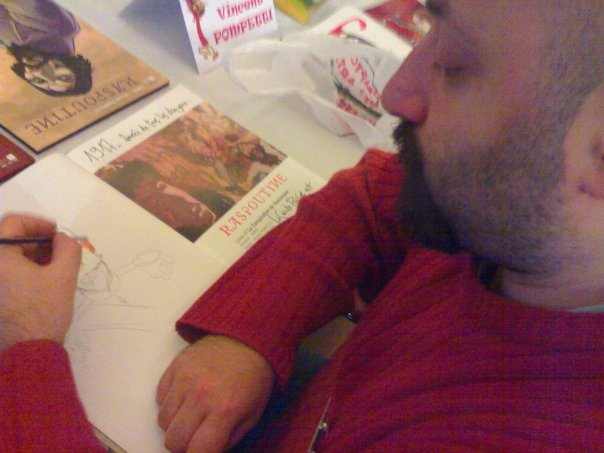
Vincent Pompetti dédicace un album Raspoutine.

Depuis 2016, le public de Hambourg accède à ses œuvres ses expositions en galeries. Ainsi, il a exposé dans le Bateau culturel MS Stubnit, à la Kunsthaus an der Alster.

## Publications

### Florent Massot éditions
- Paris Tonkar (Avec Sylvain Doriath) – 1991 (rééd. 1992)

### Le Moule-à-gaufres éditions
- Le concierge (Avec Seb Cazes) – 2013

### Tartamudo
- Blateman et Bobine (Avec Vhenin)
  1. Loindetout - 2015
- The Gallic Wars (Avec Vincent Pompetti)
  1. Caius Julius Caesar - 2014
- Le Malouin (Avec Vincent Pompetti) – 2012
- La guerre des Gaules (Avec Vincent Pompetti)
  1. Caius Julius Caesar - 2012
  2. Vercingétorix - 2013
- Turcos, le jasmin et la boue (Avec Batist) – 2011

### Fédération Française de Karaté
- Hajimé (Avec Batist) – 2012

### Idées+
- Circus (Avec Baloo) – 2010

### EP éditions
EP Trilogie
- Sir Arthur Benton (Avec Stéphane Perger) – Ier cycle
  1. Opération Marmara - 2005
  2. Wannsee, 1942 - 2005
  3. L’Assaut final - 2006
- Sir Arthur Benton (Avec Stéphane Perger) – Intégrale
- Sir Arthur Benton (Avec Vincent Pompetti) – IIe cycle
  1. L’Organisation - 2008
  2. Le Coup de Prague - 2009
  3. La Mort de l'oncle Joe - 2010
- Le Tsar fou (Avec Lionel Chouin) – série complète
  1. L’habit ne fait pas le roi - 2005
  2. Un derviche peut en cacher un autre - 2006
  3. Vox populi, vox dei ! - 2009
- Tengiz (Avec Aurélien Morinière)
  1. La mort du père - 2006
  2. La mort du frère - 2007
  3. La mort du roi - 2009
- Raspoutine (Avec Vincent Pompetti) – série complète
  1. Le manuscrit – 2006
  2. Le faux prophète – 2007
  3. La conspiration de Youssoupov - 2008
- Ubupolis (Avec Emmanuel Reuzé) - 2007
- Lawrence d’Arabie (Avec Alexis Horellou)
  1. La révolte arabe - 2007
  2. En route pour Damas ! – 2009
- Baybars (Avec Eddy Vaccaro)
  1. L’esclave adopté - 2008

EP Atmosphère
- Œil brun, œil bleu (Avec Vincent Pompetti) - 2008

EP jeunesse
- Les 3 petits cochons (Avec Aurélien Morinière et Svart) - 2006
- Les sept nains et demi (Avec Aurélien Morinière et Svart) - 2006
- Monsieur Lune (Avec Aurélien Morinière) – 2007 (nouvelle édition)[13],[14]
- Rufus le loup et le chaperon rouge (Avec Aurélien Morinière) – 2007 (nouvelle édition)
- Le petit Mamadou Poucet (Avec Aurélien Morinière et Svart) - 2008
- Le grimoire de la forêt des contes imaginaires (Avec Aurélien Morinière et Svart) - 2008
- La véritable histoire du chat botté (Avec Aurélien Morinière et Svart) - 2009[15]
- Trois petites histoires de monstres (Avec Aurélien Morinière, Lionel Chouin et Ivan Gomez-Montero) - 2009
- Les Chaussettes trouées (Avec Batist) – série complète
  1. La guerre du slip - 2006
  2. Les parisiens - 2006
  3. La pension - 2008
- Les Poussins de l’espace (Avec Batist)
  1. La fusée d’Achille - 2008
  2. J’ai marché sur la Lune ! - 2009
- Le Petit bûcheron (Avec Boris Guilloteau) - 2009[16]
- Supernain (Avec Bouss) - 2010[17]

### Mosquito
- Baudelaire ou le roman rêvé d’E. A. Poe (Avec Aurélien Morinière) - 2006[18]

### Theloma
- Les cavaliers de l’Apocalypse (Avec Angel Bautista) - 2005

### Vents d'ouest
- Le Prophète de Tadmor[19] (Avec Ivan Gomez-Montero)
  1. La guilde du safran[20], - 2000
  2. La trahison d’Azap Kapi[21] - 2001

### Pointe noire
- Demon Yäk (Avec Aurélien Morinière)
  1. Schizophrénie sanglante - 2002
- Chamouraï (Avec Le Grümph et Darwin)
  1. Les 40 Rannins - 2001
  2. La flûte des Ancêtres - 2002
- Le Professeur Stigmatus (Avec Lynel) - 2002

### Soleil
- Cyrill et les ombres du bois cendré t. 1 : La Balade ki tue, (Avec Ivan Gomez-Montero) - 2003
- Le roi des singes (Avec Pierre Braillon) - 2003
- Le petit bûcheron (Avec Boris Guilloteau) - 2003
- Demon Yäk t. 1 : La Boîte de Pandore (Avec Aurélien Morinière) - 2003
- Les Aventures d'Irial (avec Aurélien Morinière)

1. Monsieur Lune, 2003.
2. Rufus le loup, 2004.

### Autres
- Nos rêves en bulles : planches réalisées dans le cadre d'un projet de sensibilisation à la lecture par le biais de la bande dessinées : Creil, janvier-juin 2007, Creil, La Ville aux livres, 2007, 178 p. (BNF 41269229)[Note 5]

- Résidence d'écrivain[Note 6] - 2007
- La parité homme-femme[Note 7] - 2008

## Prix
- Prix de l'auteur ayant le plus de participations à Festi BD, 2010[22]

### Album adulte
- La Guerre des Gaules
  - Prix du meilleur album historique, Rive de Gier 2015[23]
- Turcos
  - Prix du meilleur dessin, BDécines 2012
  - Trophée de la citoyenneté, 2012[24]
- Sir Arthur Benton – Ier cycle
  - Prix du meilleur premier album, Moulins 2005
  - Prix Bonne Mine du meilleur scénario, BDécines 2005[25]
  - Prix du meilleur scénario, Marly 2005
  - Prix du festival, Rouans 2006
  - Album de l’année, Caen & Vannes 2006
  - Scénario d’or, Brignais 2006
  - Prix de la meilleure série, Rives de Gier 2006
  - Saint-Michel du meilleur scénario, Bruxelles 2007[26],[27]
- Sir Arthur Benton – IIe cycle
  - Prix de la ville de Creil, Creil 2009
  - Prix de la ville d'Ajaccio, Ajaccio 2010
  - Prix du festiBD, Moulins 2011
- Lawrence d’Arabie
  - Saint-Michel du premier album, Bruxelles 2008[28],[29]
- Baudelaire ou le roman rêvé d’E. A. Poe
  - Prix de la ville de Limoges 2007

### Album jeunesse
- Circus
  - Prix du meilleur album jeunesse, Longvic 2011
- Les trois petits cochons
  - Prix du meilleur album jeunesse, Collonges-la-Rouge 2006
- Monsieur Lune
  - Prix de la BD jeunesse, Chambéry 2004
- Rufus le loup et le chaperon rouge
  - Prix de la BD jeunesse, Saint Étienne 2004
- Les chaussettes trouées
  - Prix du meilleur dessin, Decines 2006
- Demon Yäk
  - Prix du meilleur premier album, Moulins 2002
- Cyrill et les ombres du bois cendré
  - Prix de la BD jeunesse, Moulins 2004[30]
  - Prix de la BD jeunesse, Illzach 2003
  - Prix de l’album jeunesse, Villeneuve sur Lot, 2011
- Le roi des singes
  - Prix de la ville de Sérignan 2003

### Publications dans la presse
- Publication de Tengiz dans Dogan Kardes (2009 à 2011).
- Publication de Tengiz dans Manga kids plus (2009 et 2010).
- Publication du Professeur Stigmatus dans le journal Ya ! en langue bretonne (2007).
- Publication de plusieurs histoires courtes, de Monsieur Lune et de Rufus le loup et le chaperon rouge dans la revue Meuriad en langue bretonne (2003 à 2007).
- Publication de Cyrill et les ombres du bois cendré et Monsieur Lune dans Lanfeust Mag (2003).